# مسدس إضاءة

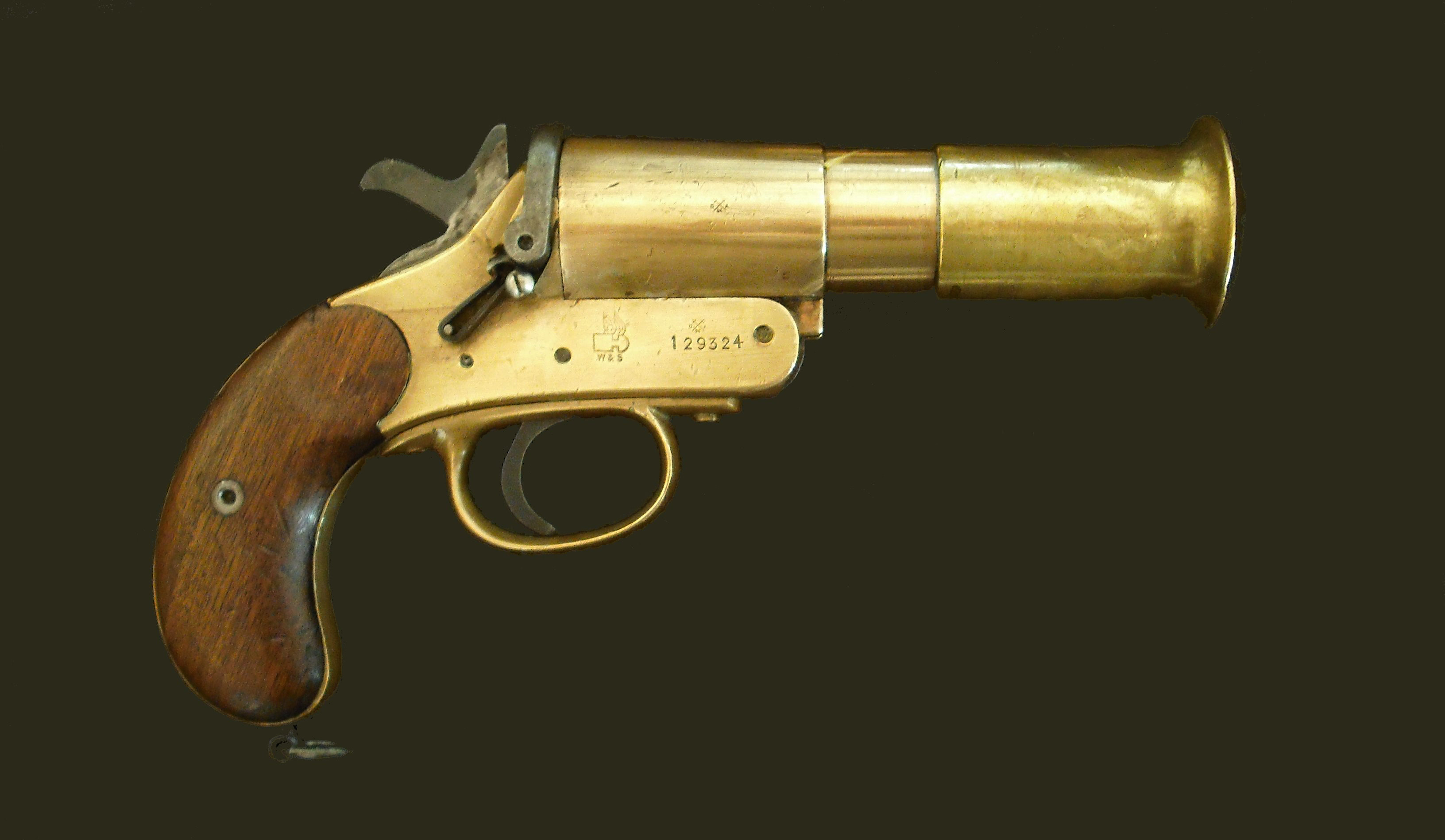
مسدس استغاثة نارية مع أنبوب طويل

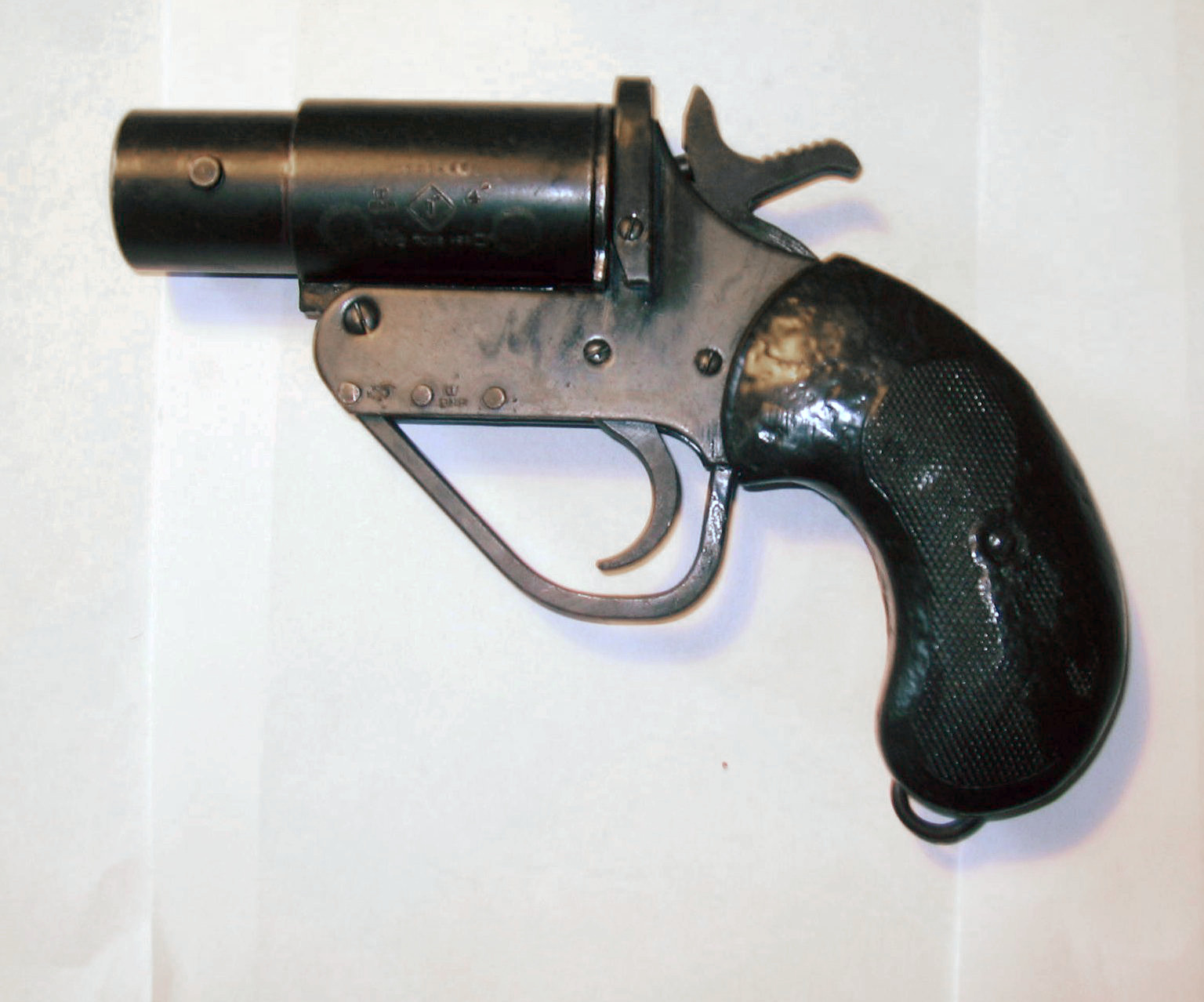
مسدس استغاثة نارية مع أنبوب قصير

مسدس استغاثة نارية هو سلاح ناري الذي يطلق مقذوفات نارية. يستخدم لإنقاذ الناس في البحار و المحيطات أو من الأرض لمعرفة مكان سقوط أو الهبوط الاضطراري للطائرات. ليست مصنفة كسلاح.